# アイオワシティ

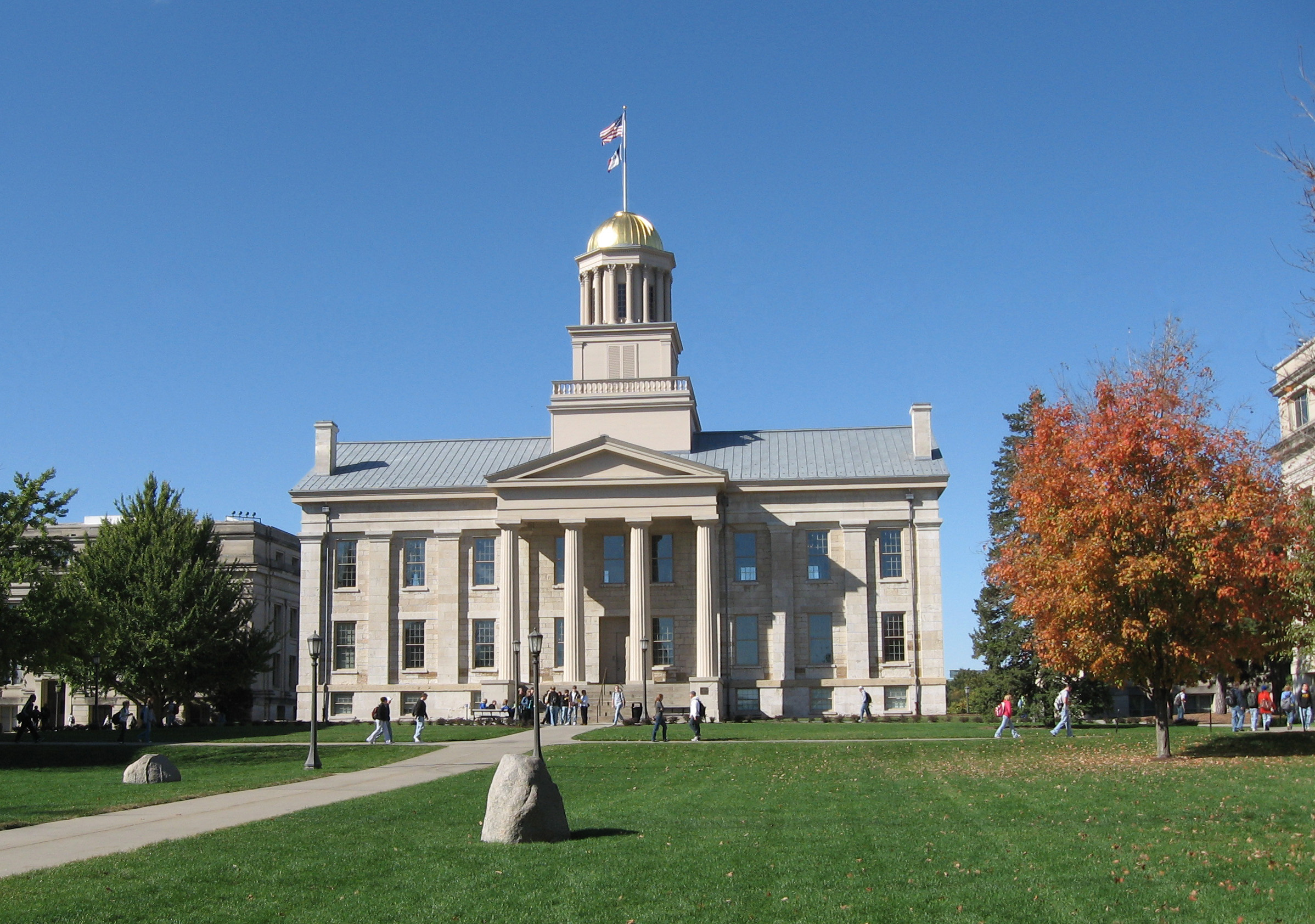
旧アイオワ州会議事堂

アイオワシティ（Iowa City）は、アメリカ合衆国アイオワ州東部の都市。ジョンソン郡の郡庁所在地である。人口は7万4828人（2020年）。アイオワ大学が本部キャンパスを構える学園都市。隣接するワシントン郡にまたがるアイオワシティ都市圏の中核である。州第2の都市シーダーラピッズの南40kmに位置しており、この地域は2013年にシーダーラピッズ・アイオワシティ広域都市圏に指定された。
アイオワシティはアイオワ準州では2番目、州昇格後は最初の州都であった。旧アイオワ州会議事堂はアイオワ大学のキャンパス中央に立地しており、同学のランドマークになっているのみならず、国家歴史登録財および国定歴史建造物にも指定されている。このほかにもプラム・グローブなど市内に多数残る歴史的建造物や、アイオワ大学の美術館・自然史博物館などが市の名所となっている。
2008年3月、フォーブス誌は「ビジネスおよびキャリアにおいて最も良い小規模都市圏」という企画において、アイオワシティをサウスダコタ州スーフォールズに次ぐ2位に位置づけた。同誌はアイオワシティの犯罪率の低さ、および教育水準の高さを特に評価している。

## 歴史

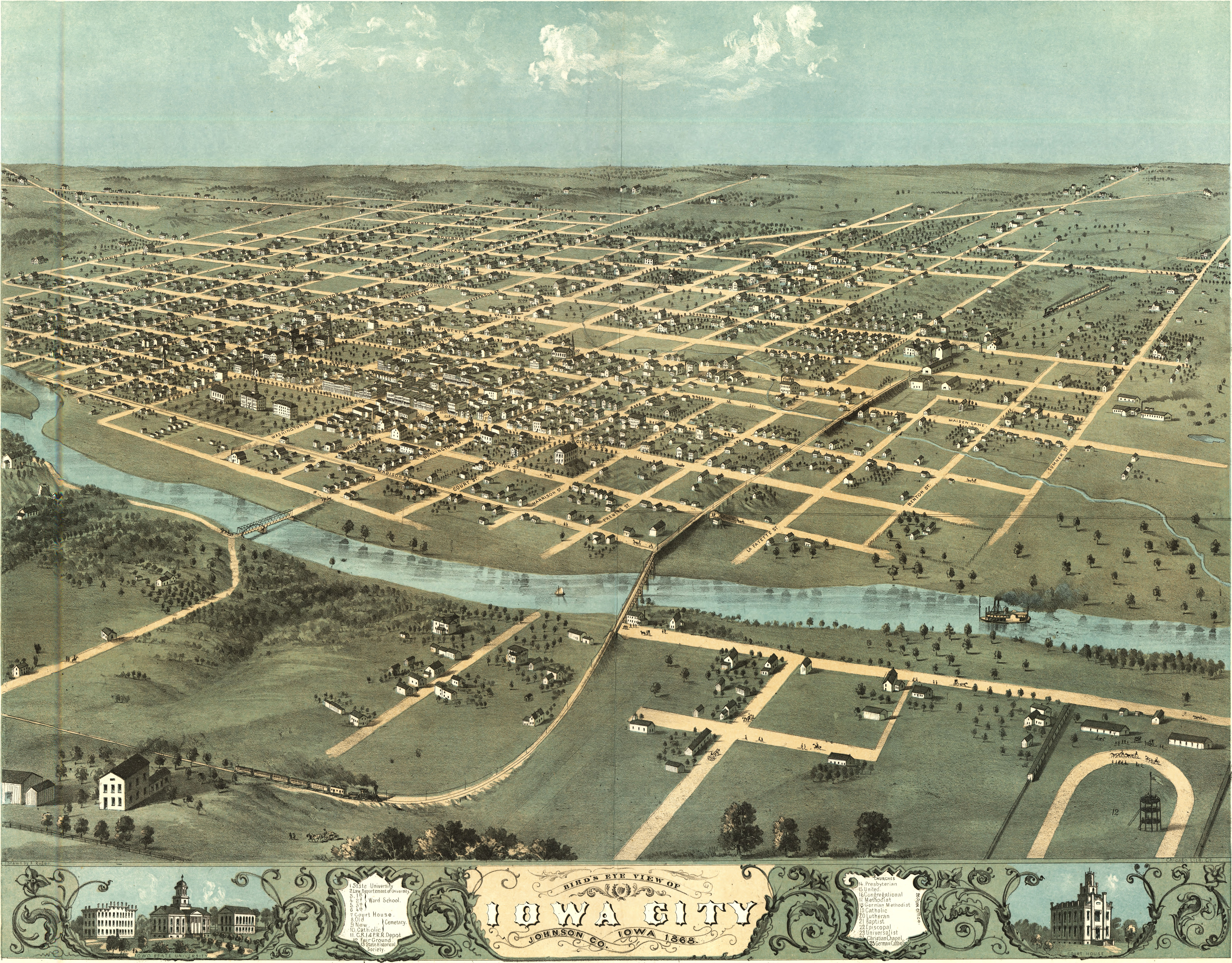
アイオワシティ、1868年

1839年1月21日、アイオワ準州議会は準州都をバーリントンから準州の地理重心に近い地に移すため、アイオワシティを建設する法案を可決した。法案は次の文言で始められた。

アイオワ準州政府を置く地を決定するこの法案...その地が選定され、合衆国政府の承認を得次第、議員は「アイオワシティ」と呼ばれる町を整備しなければならない。

チャウンシー・スワンとジョン・ロナルズの2名の議員は5月1日、現在のアイオワシティの南にあったナポレオンという小さな入植地に会合した。その翌日、スワンとロナルズはナポレオンの北、アイオワ川岸の崖の上を新しい準州都の中心と定め、都市計画を始めた。スワンはバーリントンの準州議会に宛てて、この地について次のように述べた。

アイオワシティは野外劇場のような地形の上に建設される。西側の川に近い土地は高くなっており、高台と平行して川が流れている。。

同年6月には、北はブラウン・ストリートから南はバーリントン・ストリートまで、またアイオワ川から東へガバナー・ストリートまでが整備された。
アイオワシティが準州都に定められたのは1839年であったが、公式に準州都となったのは、準州会議事堂の建設が始まった1841年のことであった。翌1842年には庁舎が完成した。この議事堂ではアイオワが州に昇格する1846年までの間に準州議会が4回、また州昇格後、1857年にデモインに州都が移るまでの間に州議会が6回開かれた。州都がデモインに移った後は、旧州会議事堂はアイオワ大学の管理事務所となった。旧州会議事堂は1972年に国家歴史登録財に、また1976年には国定歴史建造物に指定された。

## 地理

左: ジョンソン郡におけるアイオワシティの位置
右: アイオワ州におけるジョンソン郡の位置

アイオワシティは北緯41度39分21秒 西経91度31分30秒 / 北緯41.65583度 西経91.52500度に位置している。アメリカ合衆国統計局によると、アイオワシティは総面積63.3km²（24.4mi²）である。そのうち62.6km²（24.2mi²）が陸地で0.7km²（0.3mi²）が水域である。総面積の1.15%が水域となっている。市の標高は203mである。
市の中心部にはアイオワ川が蛇行しながら流れている。ダウンタウンは主にアイオワ川の東岸に広がっている。アイオワ大学のキャンパスはダウンタウンの西に広がっており、その大部分はアイオワ川の西岸にあるが、一部分は川を挟んで東岸にかかっている。アイオワシティの市街地は市の北西に隣接するコーラルビル市や、アイオワシティ市域に囲まれているユニバーシティ・ハイツ市にもまたがって連続している。
アイオワシティの気候は四季がはっきりとしており、時折蒸し暑くなる夏と乾燥して寒さの厳しい冬に特徴付けられる、気温の年較差が大きい内陸型の気候である。夏の平均気温は摂氏21-24度ほどであるが、日中は時々摂氏30度を超えることがある。冬は気温が氷点下に下がる日が続き、氷点下10度を下回ることも珍しくない。年間降水量は900mm弱であるが、夏季の月間降水量は冬季の約3.5倍である。12月から3月にかけては、月間12-20cmほどの降雪が見られる。ケッペンの気候区分では亜寒帯湿潤気候（Dfa）に属する。
|               | 1月  | 2月  | 3月  | 4月  | 5月   | 6月   | 7月   | 8月  | 9月  | 10月 | 11月 | 12月 | 年    |
| ------------- | ---- | ---- | ---- | ---- | ----- | ----- | ----- | ---- | ---- | ---- | ---- | ---- | ----- |
| 平均気温（℃） | -5.0 | -3.3 | 1.7  | 10.0 | 16.1  | 21.7  | 23.9  | 22.8 | 18.3 | 12.2 | 3.9  | -2.8 | 10.0  |
| 降水量（mm）  | 38.1 | 35.6 | 58.4 | 76.2 | 106.7 | 119.4 | 104.1 | 99.1 | 96.5 | 68.6 | 53.3 | 40.6 | 896.6 |

| 左: 2006年の竜巻で破壊された聖パトリック教会右: 2008年の洪水で冠水した通りとアイオワ近代美術館  |  | 左: 2006年の竜巻で破壊された聖パトリック教会右: 2008年の洪水で冠水した通りとアイオワ近代美術館 |
| 左: 2006年の竜巻で破壊された聖パトリック教会 右: 2008年の洪水で冠水した通りとアイオワ近代美術館 |  |                                                                                                |

アイオワシティは「トルネード・アレイ」（Tornado Alley）と呼ばれる竜巻頻発地帯からはやや東に外れているものの、全米的に見れば、比較的竜巻の起きやすい地域に位置している。2006年には、改良藤田スケールEF2の竜巻がアイオワシティの市街地を直撃し、築134年の歴史的建造物でもある聖パトリック教会や、アイオワ大学のソロリティ（女子社交クラブ）の家などが被害を受けた。
また、アイオワシティは洪水にも見舞われやすい土地である。アイオワ州のほぼ全土で大きな被害が見られた2008年の洪水の際には、アイオワシティの上流に設けられている人造湖、コーラルビル湖から水があふれ、下流のアイオワ川に流れ込んだ。その結果、アイオワ川の水位が記録的なまでに上がり、市内の通りは冠水し、アイオワ大学の建物19棟が床上・床下浸水の被害を受けた。アイオワ川にかかる橋は、I-80とバーリントン・ストリートの橋を除いてすべて閉鎖された。

## 政治

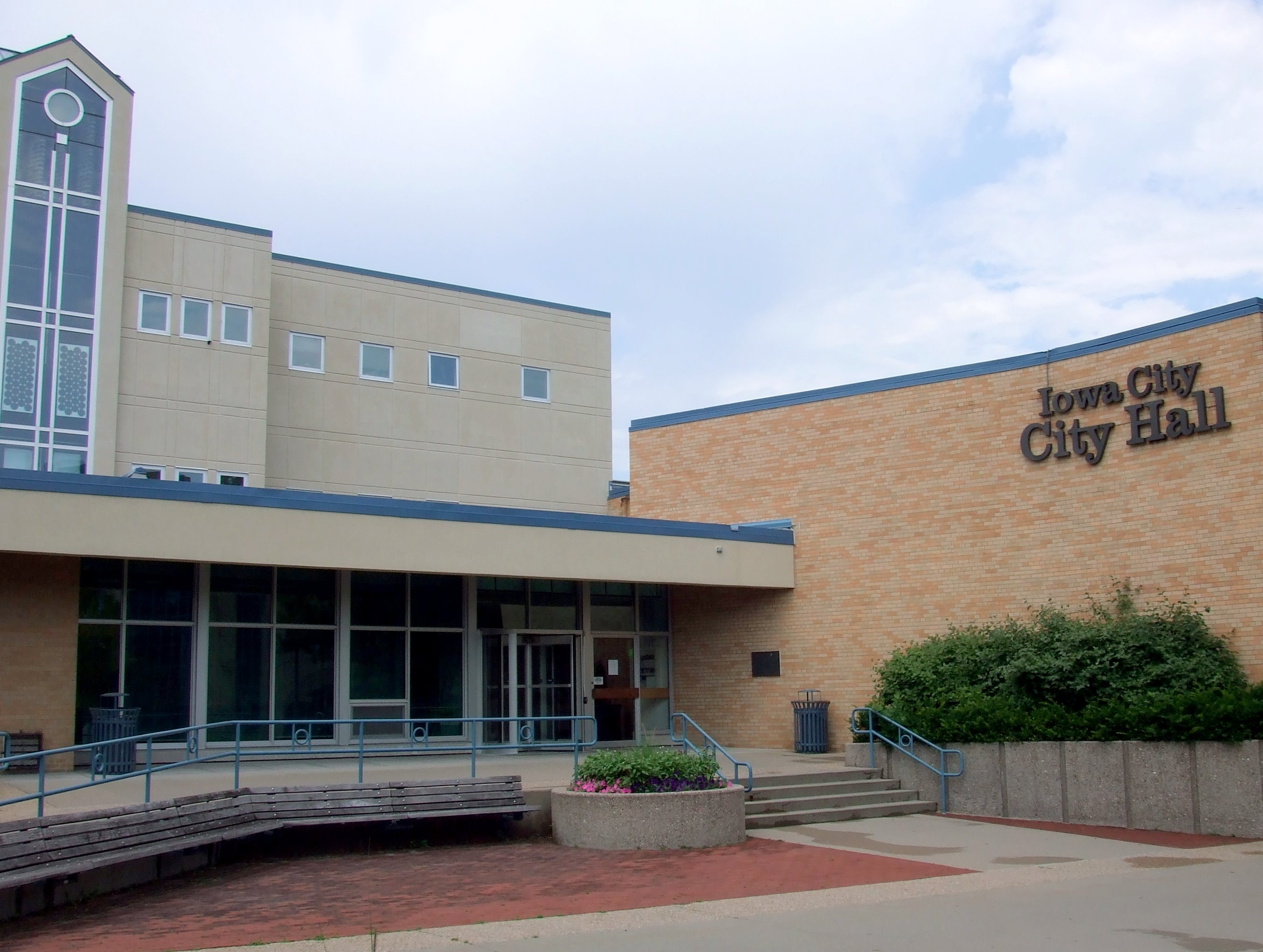
アイオワシティ市庁舎

アイオワシティ市議会は7人の議員からなっている。市はA・B・Cの3つの選挙区に分けられ、各選挙区から1名ずつが選出され、残りの4名がワイルドカードで決まる。各選挙区から選出された議員、およびワイルドカード選出の議員のうち得票数が上位2位までの議員、合計5名は任期4年となるが、ワイルドカード選出の議員の中でも下位当選の2名は任期2年となる。市長および市長補は2年ごとに7人の議員の中から選出される。。
アイオワシティはシティー・マネージャー制を採っている。市議会は政策や条例を採択するが、実際にその施行にあたるのは市議会が採用したシティー・マネージャーである。市議会はシティー・マネージャーのほか、市の弁護士や市職員の採用も行う。

## 交通
アイオワシティに最も近い、定期旅客便の発着する商業空港は、アイオワシティの中心部から北西へ約35km、シーダーラピッズの南に立地するイースタン・アイオワ空港（IATA: CID）である。この空港にはデルタ航空がミネアポリス・セントポールおよびデトロイトから、またユナイテッド航空がシカゴおよびデンバーから、それぞれ提携航空会社運航の便を就航させている。市の南西にはアイオワシティ市営空港が立地しているが、同空港はゼネラル・アビエーションと呼ばれる、自家用機やチャーター機、ビジネスジェットを主に発着させるための空港であり、定期旅客便は就航していない。

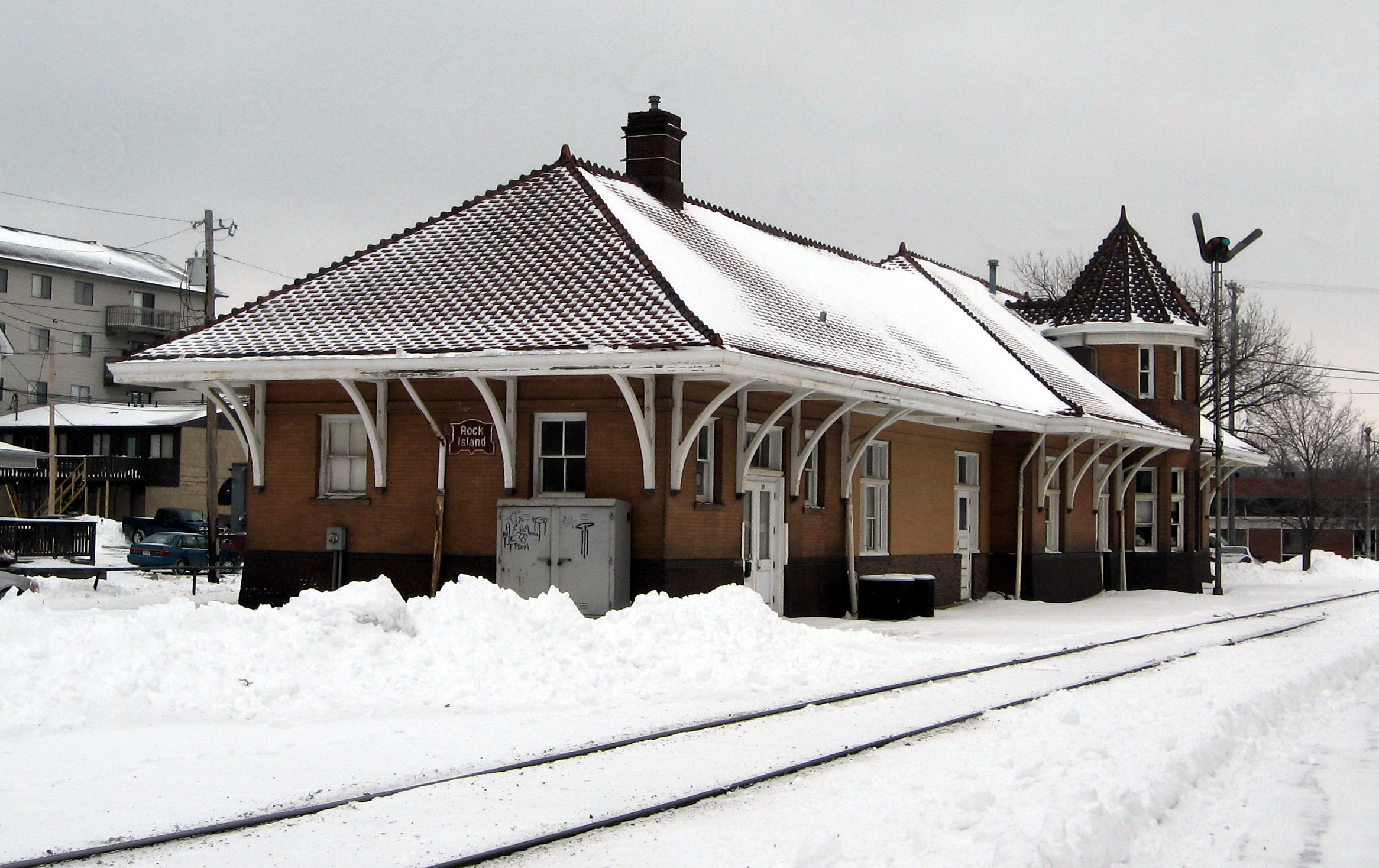
シカゴ・ロック・アイランド・アンド・パシフィック鉄道のアイオワシティ駅。現在では鉄道駅としては使われておらず、オフィスに転用されている。

州間高速道路I-80は市の北側を東西に走っている。市の南西を走る国道218号線/アイオワ州道27号線の共用道路は南郊のリバーサイドの近くまで高速道路規格となっている。国道218号線/アイオワ州道27号線は市の北西でI-80と交差し、そのジャンクション以北はI-80の支線となるI-380に指定されている。I-380はアイオワシティから北北西へ走り、シーダーラピッズを通って州北部の中心都市ウォータールーまで延びている。
アイオワシティの市内には2本の鉄道が通っているが、いずれも貨物輸送のみに使用されている。2008年、アムトラックはシカゴからクワッド・シティズ（ダベンポート都市圏）を経由してアイオワシティへと至るルートの採算性調査を行い、その結果も発表した。アイオワ州交通局はこれを受け、同路線の開業実現のための策を練っている。また、アイオワ州交通局はアムトラックに対し、アイオワシティからさらに西、州都デモインまで延伸しての採算性調査も依頼している。

## 文化
アイオワシティは文学において、水準の高い都市である。アイオワ大学の大学院レベルのクリエイティブ・ライティング・プログラムである、アイオワ・ライターズ・ワークショップは、ジョン・アーヴィング、フラナリー・オコナー、T・C・ボイルといった作家を輩出してきた。また、同ワークショップは文芸・創作のみならず報道でも強く、これまでに16名の修了者がピューリッツァー賞を受賞している。ノーベル平和賞にもノミネートされたインターナショナル・ライティング・プログラムは、世界120ヶ国以上から作家を集めている。2008年11月には、UNESCOはアイオワシティをエディンバラ、メルボルンに次ぐ、プログラム史上3番目の文学都市に指定した。

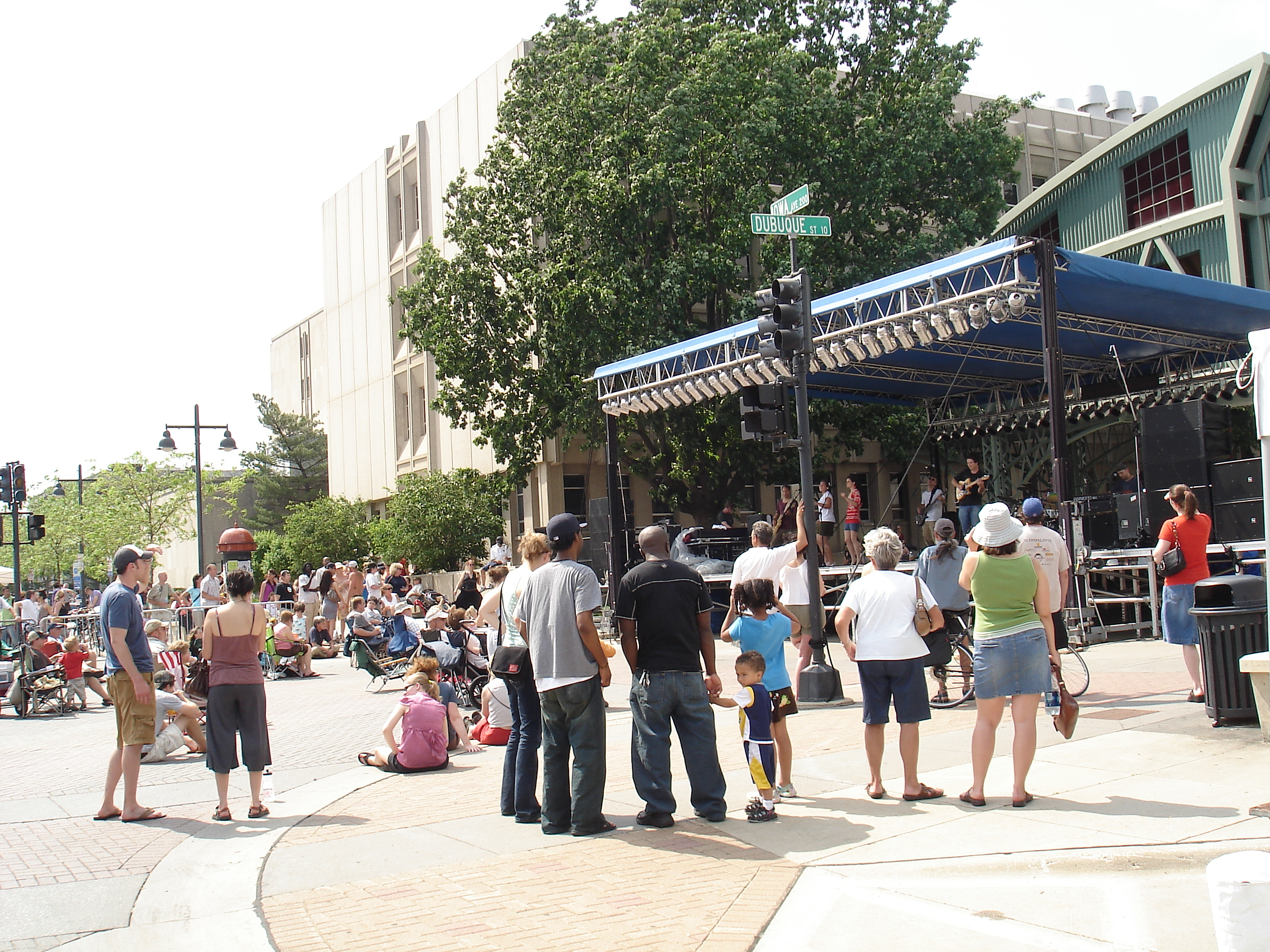
サマー・オブ・ジ・アーツでのコンサート

また、アイオワシティはサマー・オブ・ジ・アーツ（Summer of the Arts）プログラムにおける様々なイベントにも支援をしている。一例としては、全米に名の知られたジャズ・フェスティバル、芸術祭、野外放映会、ペッド・モールで開かれるフリー・コンサートが挙げられる。2007年には、サマー・オブ・ジ・アーツの一環として、ランドロックト映画祭が加えられた。映画祭の成功により、2009年からは、サマー・オブ・ジ・アーツとは独立した組織になった。ランドロック映画祭、サマー・オブ・ジ・アーツの多くのイベントは、国家歴史登録財にも指定されているアイオワシティ・イングラート・シアターで行われる。
アイオワシティにはメジャーのプロスポーツは存在しないが、アイオワ大学のスポーツチーム、ホークアイズは激戦区として知られるビッグ・テン・カンファレンスに所属している。フットボールチームはキニック・スタジアムで、男女バスケットボール、バレーボール、レスリングの各チームはカーバー・ホークアイ・アリーナをホームとしている。

## 註
1. ↑  OMB BULLETIN NO. 13-01: Revised Delineations of Metropolitan Statistical Areas, Micropolitan Statistical Areas, and Combined Statistical Areas, and Guidance on Uses ofthe Delineations ofThese Areas. Office of Management and Budget. 2013年2月28日. （PDFファイル）
2. ↑  #2 Iowa City IA. Best Small Places for Business and Careers. Forbes.com. 2008年3月19日.
3. ↑  Shambaugh, Benjamin F. Iowa City: A Contribution to the Early History of Iowa. pp.17-36. State Historical Society of Iowa. 1893年.
4. ↑  Manshiem, Gerald. Iowa City: An Illustrated History. p.25. The Donning Co, Publishers. 1989年.
5. ↑  Pitts, Carolyn. National Register of Historic Places Inventory-Nomination: Old Capitol / Third Capitol of the Territory of Iowa and First of the State of Iowa. National Park Service. 1975年7月. （PDFファイル/343KB）
6. ↑  National Register Information System Archived 2010年5月27日, at the Wayback Machine.. National Register of Historic Places. National Park Service.
7. ↑  Old Capitol (Iowa) Archived 2012年10月5日, at the Wayback Machine.. National Historic Landmark summary listing. National Park Service.
8. 1 2  Historical Weather for Iowa City, Iowa, United States of America. Weatherbase.com.
9. ↑  Tornado Activity in the United States. Federal Emergency Management Agency. 2009年6月4日.
10. 1 2  Iowa City, Iowa City Code Archived 2008年5月9日, at the Wayback Machine.. City of Iowa City. ctd. by Startling Codifiers, Inc. 2009年6月2日.
11. ↑  Amtrak feasibility study of passenger rail service from Quad Cities to Iowa City released Archived 2009年3月13日, at the Wayback Machine.. Iowa Department of Transportation. 2008年4月18日.
12. ↑  Vision Archived 2009年8月18日, at the Wayback Machine.. Quad Cities Passenger Rail Coalition.
13. ↑  Summer of the Arts.